# Jakob Ulrich
Jakob Ulrich (* 13. September 1856 in Waltalingen; † 5. September 1906 in Zürich) war ein Schweizer Romanist.

## Leben und Werk
Der Sohn eines Lehrers studierte an den Universitäten Zürich und Paris indoeuropäische Sprachwissenschaft und romanische Philologie. Er promovierte 1879 in Zürich bei Heinrich Schweizer-Sidler über Die formelle Entwicklung des Participium Praeteriti in den romanischen Sprachen (Winterthur 1879). Ulrich wurde 1880 Privatdozent, 1884 ausserordentlicher und 1901 ordentlicher Professor für romanische Philologie an der Universität Zürich. Sein Nachfolger auf dem Lehrstuhl war Louis Gauchat.

## Werke
- Rhätoromanische Chrestomathie: Texte, Anmerkungen, Glossar, Halle an der Saale 1882, 1883
- I Due Primi Libri Della Istoria di Merlino, Bologna 1884
- Robert de Blois: Sämmtliche Werke, zum ersten Male herausgegeben, Berlin 1889–1895
- Il Codice Bertiliano del Fiore di Virtu: Notiza dedicata al Dottore Enrico Schweizer-Sidler, professore di linguistica nell'universita di Zurigo nel suo giubelio accademico, Zürich 1891
- (Hrsg.) Pierfrancesco da Camerino, Grillo medico, poemetto, 1901
- (Hrsg.) Italienische Volksromanzen, ausgewählt und mit Anmerkungen versehen, Leipzig 1902
- (Hrsg. und Übersetzer) Volkstümliche Dichtungen der Italiener, Leipzig 1906
- Der engadinische Psalter, Halle an der Saale 1906